# Borexino
Borexino — нейтринна обсерваторія, експеримент із фізики елементарних частинок для вивчення сонячних нейтрино низької енергії (~860 кeВ). Детектор є найбільш радіочистим у світі рідинним сцинтиляторним калориметром і захищений еквівалентом 3800 метрів водної глибини (об'єм гірської породи, еквівалентний екрануючій потужності цієї глибини води). Сцинтилятор — це псевдокумол і 2,5-дифенілоксазол, які утримуються на місці тонкою нейлоновою сферою. Він розміщений у сфері з нержавіючої сталі, яка містить фотопомножувачі (ФЕП), що використовуються як детектори сигналу, і захищений резервуаром з водою від зовнішнього випромінювання. ФЕП, спрямовані назовні, шукають будь-які спрямовані назовні світлові спалахи, що утворюються вхідними космічними мюонами, яким вдається проникнути крізь товщу породи що знаходиться над обсерваторією. Енергію нейтрино можна визначити за кількістю фотоелектронів, виміряних ФЕП. Тоді як положення можна визначити шляхом екстраполяції різниці в часі надходження фотонів до ФЕП по всій камері.
Основна мета експерименту — провести точне вимірювання окремих потоків нейтрино від Сонця та порівняти їх із прогнозами стандартної сонячної моделі. Це дозволить вченим перевірити та глибше зрозуміти як функціонує Сонце (зокрема, процеси ядерного синтезу, що відбуваються в ядрі Сонця, сонячний склад, розподіл матерії в Сонці тощо), а також допоможе визначити властивості осциляцій нейтрино, включаючи ефект МСВ. Конкретні цілі експерименту — це виявлення сонячних нейтрино берилію-7, бору-8, протон-протонного ланцюжку, [./Https://en.wikipedia.org/wiki/Proton–proton_chain#The_PEP_reaction протон-електрон-протонної] реакції та CNO-циклу, а також антинейтрино Землі та атомних електростанцій. Ймовірно, проєкт також зможе виявити нейтрино від наднових у нашій галактиці з через особливу здатність виявляти пружне розсіювання нейтрино на протонах через взаємодію нейтрального струму. Borexino є частиною системи раннього сповіщення про наднову. Також цією обсерваторією ведуться пошуки рідкісних процесів і потенційно невідомих частинок.
Назва Borexino є італійською зменшуваною формою від BOREX (BORon solar neutrino EXperiment), колишньої пропозиції щодо (дещо іншого) експерименту з сонячними нейтрино, який буде проводився б в LNGS. Borex так і не був реалізований через зміщення фокусу у фізичних цілях, а також через фінансові обмеження. Його замінив (відносно) менший, але більш досконалий і амбітний детектор Borexino. Експеримент розташований у Laboratori Nazionali del Gran Sasso поблизу міста Л'Аквіла, Італія, і підтримується міжнародною співпрацею дослідників з Італії, США, Німеччини, Франції, Польщі, України та росії. Експеримент фінансується кількома національними агентствами; основними є INFN (Національний інститут ядерної фізики, Італія) і NSF (Національний науковий фонд, США). У травні 2017 року час безперервної роботи Borexino сягнув 10 років з початку періоду збору даних у 2007 році.
Експеримент SOX був підпроєктом, розробленим для вивчення можливого існування стерильних нейтрино або інших аномальних ефектів у нейтринних осциляціях на коротких відстанях за допомогою генератора нейтрино на основі радіоактивного церію-144, розміщеного під водяним баком детектора Borexino. Цей проєкт було скасовано на початку 2018 року через розірвання у 2017 році контракту на постачання церію-144 російським заводом з переробки палива «Маяк». Скасування пов'язують з аномальним зростанням радіоактивності в повітрі в Європі восени 2017 року, джерело якої врешті було локалізовано на переробному заводі «Маяк».
Весь проєкт Borexino було припинено в жовтні 2021 року

## Історія та помітні результати

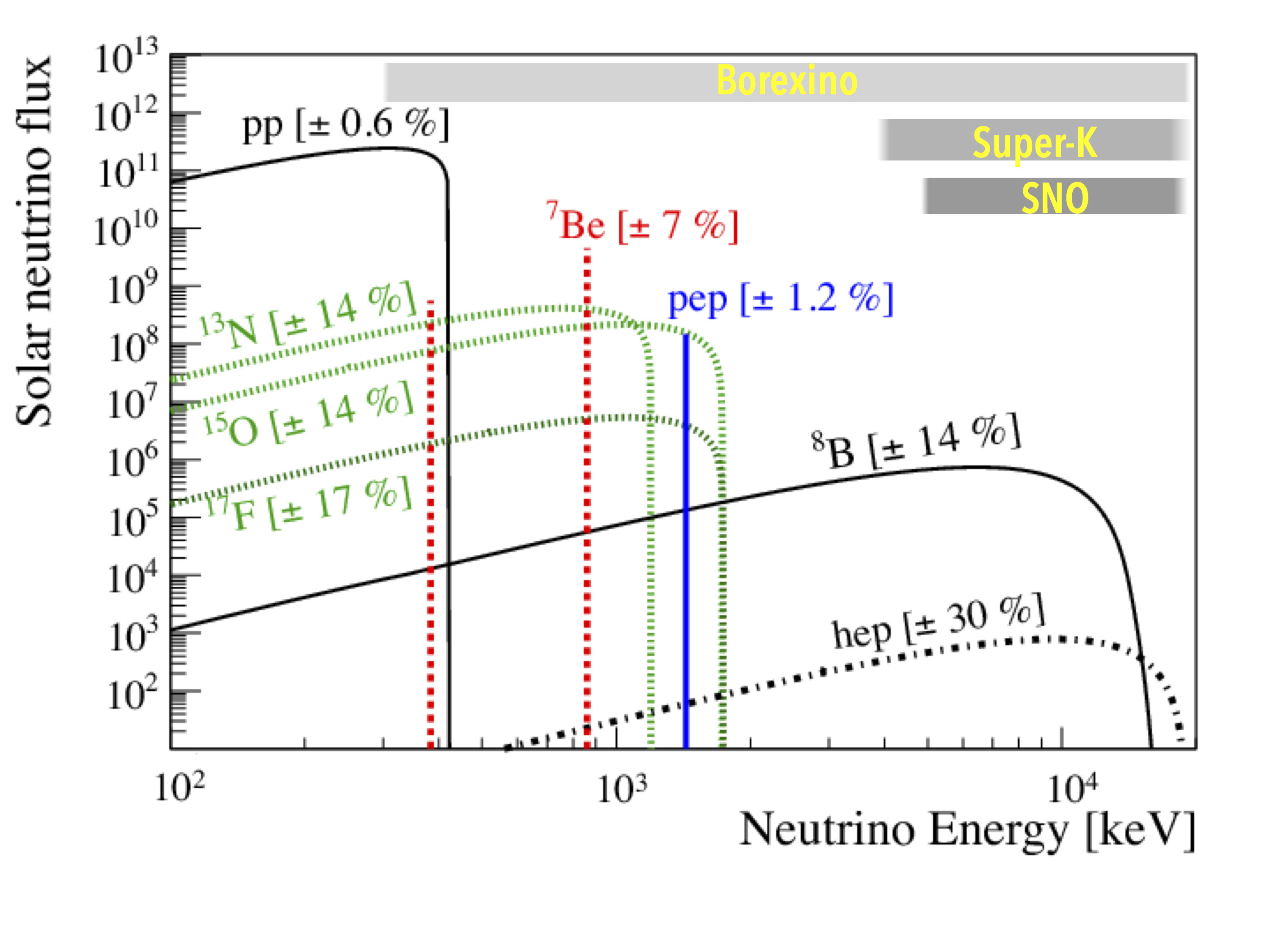
Сірі смуги порівнюють області, де чутливі три сонячних нейтринних телескопа, які здатні вимірювати енергію подій. Варто зауважити, що прогнози сонячних моделей представлені в логарифмічному масштабі: Super-Kamiokande і SNO можуть спостерігати близько 0,02 % від загальної кількості, тоді як Borexino може спостерігати кожен тип передбачених нейтрино.

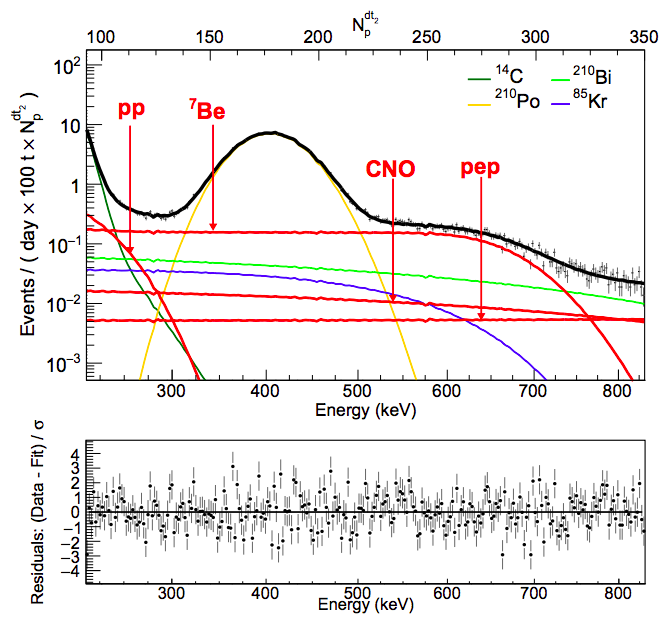
Спектр даних Borexino, що використовується для одночасного визначення сонячних протон-протонних, протон-електрон-протонних і ^{7}Be потоків нейтрино а також найкращу доступну межу для потоку CNO ν зі слабкими обмеженнями. Сонячні нейтрино-компоненти показані червоним кольором; фонові компоненти зображені іншими кольорами. Нижній графік показує різницю між спектральною формою даних (чорна крива) та очікуваною формою при аналітичному додаванні та підгонці сигналів, що відповідають кожному виду.

Початкова пропозиція BOREX була зроблена в 1986 році. У 1990 році конструкцію було докорінно змінено, а назву експерименту було змінено на «Борексіно». Тоді ж розпочалися дослідження і розробка детектора. До 2004 року структура детектора була завершена, а до травня 2007 року камера детектора була заповнена і почався збір даних.
Перші результати співпраці були опубліковані в серпні 2007 року в статті «First real time detection of 7Be solar neutrinos by Borexino». У 2008 році тему було розширено. У 2010 році за допомогою Borexino вперше спостерігали «геонейтрино» з надр Землі. Це антинейтрино, що утворюються в результаті радіоактивних розпадів урану, торію, калію та рубідію, хоча видимими є лише ті антинейтрино, що випромінюються в ланцюжках 238U/232Th, оскільки Borexino чутливий до зворотного бета-розпаду. Того ж року було опубліковано вимірювання найнижчого порогу (3 МеВ) потоку сонячних нейтрино 8B. Крім того, відбулася кампанія з калібрування детектора з кількома джерелами, коли в детектор вставляли кілька радіоактивних джерел, щоб вивчити його реакцію на відомі сигнали, близькі до очікуваних, які будуть досліджуватися. У 2011 році експеримент опублікував результати точного вимірювання потоку нейтрино берилію-7, а також перші докази сонячних нейтрино від протон-електрон-протонної реакції.
Результати вимірювань швидкості нейтрино CERN Neutrinos to Gran Sasso були опубліковані у 2012 році. Ці результати узгоджувалися зі швидкістю світла, підтверджуючи, що аномалія надсвітлових нейтрино, про яку повідомлялося на початку року, була помилковим вимірюванням. Було також проведено масштабну кампанію з очищення сцинтилятора, що дозволило досягти подальшого зниження рівня залишкової фонової радіоактивності до безпрецедентно низьких величин (на 15 порядків нижче порівняно з природним фоновим рівнем радіоактивності).
У 2013 році експерименти Borexino додали нові обмеження на параметри стерильного нейтрино. Вони також виділили сигнал геонейтрино, який дає уявлення про активність радіоактивних елементів у земній корі, — досі незрозумілу область.
Аналіз активності протон-протонного синтезу в сонячному ядрі, опублікований у 2014 році, показав, що сонячна активність була стабільною на інтервалі в 105 років. Якщо врахувати явище нейтринних осциляцій, описаних теорією Міхеєва — Смирнова — Вольфенштейна, вимірювання Borexino узгоджується з очікуваннями стандартної сонячної моделі. Цей результат надав важливі дані для розуміння функціонування Сонця. Попередні експерименти, чутливі до низькоенергетичних нейтрино(SAGE, Gallex, GNO), підраховували нейтрино вище певної енергії, але не вимірювали окремі потоки.
У 2015 році був представлений оновлений спектральний аналіз геонейтрино. Крім того, протягом 2015 року в кілька етапів було встановлено систему керування та моніторингу температури, що складається з мультисенсорної системи широтного температурного зонда (LTPS, Latitudinal Temperature Probe System), тестування та перша фаза встановлення якої відбулися наприкінці 2014 року; і системи теплоізоляції (TIS, Thermal Insulation System), яка звела до мінімуму тепловий вплив зовнішнього середовища на внутрішні рідини шляхом значної ізоляції зовнішніх стін експерименту. Пізніше у 2015 році Borexino також дав найкраще доступне обмеження на час життя електрона (через розпад e− →γ+ν), що стало найвагомішим підтвердженням збереження заряду на той момент.